# シクロヘキサン-1,2-ジオールデヒドロゲナーゼ
シクロヘキサン-1,2-ジオールデヒドロゲナーゼ（cyclohexane-1,2-diol dehydrogenase）は、次の化学反応を触媒する酸化還元酵素である。
trans-シクロヘキサン-1,2-ジオール + NAD+ {\displaystyle \rightleftharpoons } 2-ヒドロシクロヘキサン-1-オン + NADH + H+
反応式の通り、この酵素の基質はtrans-シクロヘキサン-1,2-ジオールとNAD+、生成物は2-ヒドロシクロヘキサン-1-オンとNADHとH+である。
組織名はtrans-cyclohexane-1,2-diol:NAD+ 1-oxidoreductaseである。